# George A. Cooper
George A. Cooper (1894–1947) foi um roteirista e diretor de cinema britânico.

## Filmografia selecionada
- The Eleventh Commandment (1924)
- Claude Duval (1924)
- Settled Out of Court (1925)
- Somebody's Darling (1925)
- If Youth But Knew (1926)
- The World, the Flesh, the Devil (1932)
- The Roof (1933)
- I Lived with You (1933)
- The Man Outside (1933)
- The Shadow (1933)